# Nikolái Stogov
Nikolái Nikolayevich Stogov (Imperio ruso, 10 de septiembre de 1873 - Sainte-Geneviève-des-Bois, Francia, 7 de diciembre de 1959) fue un general ruso que luchó en la Primera Guerra Mundial y en la Guerra Civil Rusa.

## Biografía
Se graduó en el Cuerpo de Cadetes Nicolás, en la Escuela de Artillería Konstantinovskoe y se unió al Regimiento Volinsky de la Guardia Imperial. En 1900, se graduó en la Academia de Estado Mayor General como primero de la clase, ganándose el derecho a acelerar su promoción. En noviembre de 1900, ocupó el puesto de adjunto sénior de la 17.ª División de Infantería, y en mayo de 1901 sirvió como oficial superior para asignaciones especiales en el cuartel general del 6.º Cuerpo de Ejército; entre septiembre de 1904 y marzo de 1909, estuvo como adjunto sénior en el cuartel general del Distrito Militar de Varsovia. En diciembre de 1908 fue promovido al rango de coronel, y en mayo de 1909 fue nombrado jefe de la Oficina de Historia Militar en la División del Cuartel General del Intendente General.

### Primera Guerra Mundial
Al comienzo de la guerra en 1914, era jefe de Estado mayor de la 1.ª Brigada de Rifles Finlandesa. En otoño de 1914, fue designado comandante del 3.º Regimiento de Rifles Finlandés. El 15 de abril de 1915 fue enviado al cuartel general de intendencia del 8.º Ejército de Brusilov. El 25 de septiembre de 1916 fue nombrado jefe de Estado mayor del 8.º Ejército. Era el asistente más estrecho de los Generales Aleksei Brusilov y Alexey Kaledin.
Tras la Revolución de Febrero, fue rápidamente ascendido. El 2 de abril de 1917, se convirtió en comandante del 16.º Cuerpo de Ejército y fue promovido a Teniente General el 29 de abril de 1917. Después de la declaración del General Lavr Kornilov, el 10 de septiembre de 1917, remplazó al General Sergey Markov como jefe de Estado Mayor de los ejércitos en el Frente Suroccidental. Tras la Revolución de Octubre, sirvió como comandante en jefe de los ejércitos del frente por algún tiempo.

### Guerra Civil Rusa
En enero de 1918, Stogov se unió al Ejército Rojo. Entre el 8 de mayo y el 2 de agosto de 1918, fue jefe del Cuartel General del Ejército Rojo (uno de los dos que tenía). En octubre-noviembre de 1918, Stogov fue arrestado por la Cheka. A partir del 25 de noviembre de 1918, trabajó en el sistema del Archivo Central. A partir del 1 de febrero de 1919, fue un asistente en la 1.ª Rama de Moscú de la 3.ª Sección (militar) del Archivo Central. Cooperó con la antibolchevique y clandestina Organización Nacional del Centro, participando con el cuartel general del antigubernamental Ejército de Voluntarios del distrito de Moscú; a partir de abril de 1919 fue Comandante en Jefe del Ejército de Voluntarios del Distrito de Moscú.
En abril de 1919, fue de nuevo arrestado por la Cheka. Fue enviado a la prisión de Butyrka y al Monasterio de Andrónikov. En otoño de 1919, escapó de la detención. Huyó a Polonia, donde alcanzó al Movimiento Blanco en el sur de Rusia. En el Movimiento Blanco, sirvió como jefe de Estado Mayor del Ejército de Kuban del General Andrei Shkuro, entre enero-febrero de 1920. Desde mayo de 1920, fue comandante de Sebastopol en el ejército ruso del general Wrangel; al mismo tiempo, fue comandante de las tropas de retaguardia.

### Exilio
Tras la evacuación, vivió en Zemun (Yugoslavia) durante varios años y a partir de 1924 se trasladó a París, donde trabajó en una fábrica. A partir de 1928 fue vicepresidente, y a partir del 6 de julio de 1930 fue jefe de la cancillería militar de la Unión Militar Rusa (hasta 1934). A partir de 1948 fue vicedirector del Comité de la Asociación de Guardias y colaboró con la revista Hour. Murió en la casa de retiro rusa en Sainte-Geneviève-des-Bois, Essonne.

## Condecoraciones
- Orden de San Estanislao, 3.ª clase, 1904
- Orden de San Estanislao, 2.ª clase, 1906
- Orden de San Vladimir, 4.ª clase (19 de julio de 1910)
- Espada Dorada por Valentía (10 de junio de 1915)
- Orden de San Jorge, 4.º grado (14 de junio de 1915)
- Orden de San Estanislao, 1.ª clase (10 de abril de 1916)
- Orden de Santa Ana, 1.ª clase (9 de agosto de 1916)